# Långtjärnen (Skorpeds socken, Ångermanland)
Långtjärnen är en sjö i Örnsköldsviks kommun i Ångermanland och ingår i Nätraåns huvudavrinningsområde. Sjön har en area på 0,148 kvadratkilometer och ligger 325,2 meter över havet. Sjön avvattnas av vattendraget Glöggbäcken.

## Delavrinningsområde
Långtjärnen ingår i det delavrinningsområde (702980-159172) som SMHI kallar för Utloppet av Långtjärnen. Medelhöjden är 339 meter över havet och ytan är 1,07 kvadratkilometer. Räknas de 2 avrinningsområdena uppströms in blir den ackumulerade arean 3,37 kvadratkilometer. Glöggbäcken som avvattnar avrinningsområdet har biflödesordning 2, vilket innebär att vattnet flödar genom totalt 2 vattendrag innan det når havet efter 78 kilometer. Avrinningsområdet består mestadels av skog (66 procent) och sankmarker (20 procent). Avrinningsområdet har 0,14 kvadratkilometer vattenytor vilket ger det en sjöprocent på 12,9 procent.